# Aurélien (prénom)
Pour les articles homonymes, voir Aurélien.
Aurélien est un prénom masculin.

## Origine du nom
Aurélien est dérivé du cognomen latin Aurelianus , notamment porté par l'empereur romain Aurélien. Le nom Aurelianus dérive lui-même de Aurelius, nom d'une célèbre famille romaine. Cette famille d'origine sabine, dont le nom était originellement Auselius détenait le sacerdoce du dieu du soleil Sabin, Ausel.
Par une coïncidence intéressante, quelques siècles plus tard, l'empereur Aurélien fut le promoteur d'un autre culte solaire : Sol Invictus.

## Variantes linguistiques
- Variante masculine : Aurélian[2]

- Variantes féminines francophones : Aurélie , Aurélia , Auréliane, Aurélianne et Aurélienne[2]

## Popularité du nom
Pratiquement inconnu jusqu'au milieu des années 70, le prénom Aurélien connut un pic de popularité dix années plus tard (31e prénom le plus attribué à un garçon en France en 1986) et connut par la suite une lente décroissance. À titre d'exemple, c'est le 82e prénom le plus attribué en 2006, en France.

## Personnalités portant ce prénom
- Pour l'ensemble des articles sur les personnes portant ce prénom, consulter :
  - la liste des articles dont le titre commence par ce prénom
  - les listes produites par Wikidata : Liste des personnes de prénom « Aurélien » — même liste en incluant les éventuels prénoms composés qui contiennent « Aurélien ».